# 12335 Tatsukushi
12335 Tatsukushi è un asteroide della fascia principale. Scoperto nel 1992, presenta un'orbita caratterizzata da un semiasse maggiore pari a 2,3131085 UA e da un'eccentricità di 0,0714873, inclinata di 5,74628° rispetto all'eclittica.